# 第1号大协奏曲 (施尼特凯)
第1号大协奏曲是苏联作曲家阿尔弗雷德·施尼特凯六首大协奏曲中的第一首，于1976年至1977年间应基东·克雷默与塔季扬娜·格林坚科之要求创作，他们同时也担纲此曲1977年3月21日于列宁格勒之首演的小提琴独奏，一同演出的还有负责键盘乐的尤里·斯米尔诺夫和埃里·克拉斯指挥的列宁格勒室内乐团。 该曲目为施尼特凯复风格主义作品中最著名者之一，标志着他之进入西方国家的突破性进展。

## 历史
1976年5月，基东·克雷默与塔季扬娜·格林坚科二人请求施尼特凯为他们及由绍柳斯·松德茨基斯执棒的立陶宛室内乐团谱写一曲，用以在1977年作数次演出并录音， 至于大协奏曲的体裁则出自基东·克雷默的想法。  曲目于1976年底写成，于翌年3月21日由克雷默与施尼特凯共同的朋友爱沙尼亚指挥家埃里·克拉斯偕列宁格勒室内乐团作了首演。 首演后施尼特凯在曲中删减几处，最终版其后在维尔纽斯、莫斯科、里加、塔林及布达佩斯演出。
其时施尼特凯受禁令不得离开东方集团境内， 故克雷默请施尼特凯在立陶宛室内乐团当年至奥地利及德国的巡演中随团担任羽管键琴师。 由是施尼特凯得以参与他的作品在西方的首演。 在1977年8月的萨尔茨堡音乐节中，克雷默与格林坚科协同根纳季·罗日杰斯特文斯基指挥的伦敦交响乐团为厂牌尤罗迪斯录制了此曲，其唱片于1978年发行时同西贝柳斯的小提琴协奏曲打包灌录。
1988年，应俄罗斯双簧管手维阿切斯拉夫·卢帕切夫之请，施尼特凯创作了一个新版本的大协奏曲，其中以长笛和双簧管（也可代以两支长笛）代替了原曲中的两把小提琴。 此版本大协奏曲的首个录音于2008年由长笛手莎龙·贝扎利、双簧管手克里斯托弗·考伊与由奥韦恩·阿尔韦尔·休斯执棒的开普敦爱乐乐团为厂牌BIS录制。

## 结构
此曲为两把独奏小提琴、一个弦乐室内乐团、一台羽管键琴和一台预制钢琴而作，其中室内乐团由6把第一小提琴、6把第二小提琴、4把中提琴、4把大提琴与2把低音提琴组成，两台键盘乐器要求由同一个乐师演奏。钢琴在其高声部的弦间预先放入硬币并经电子放大以产生“教堂钟声”的音响。

全曲由以下六个乐章组成：
1. 前奏曲（行板）
2. 托卡塔（快板）
3. 宣叙调（慢板（Lento））
4. 华彩乐段
5. 回旋曲（激动地（Agitato））
6. 终曲（行板）

典型而言，此曲之演出须持续28分钟左右。
此曲题献给基东·克雷默、塔季扬娜·格林坚科与绍柳斯·松德茨基斯，由西科尔斯基（英語：Sikorsky）出版。

## 分析
施尼特凯在乐团与独奏者间密集对话的巴洛克式动机之上谱成此曲，以两把独奏小提琴与一个相对较小的弦乐组以及羽管键琴相竞为特色的配器和巴洛克时期作曲家科雷利等人的大协奏曲也相映成趣。不过据某些学者的说法，谱写一首「真正的」大协奏曲或混成曲从来就不是施尼特凯的意图，他的目的不如说是表达他对巴洛克式大协奏曲动机的观点。

本作是施尼特凯这段时期所采复风格主义以及音乐引用的代表作品。 他于1977年在为维也纳听众作的曲目注解中提到了将不同风格组合起来的问题：
|  | 我梦想着那座属于一种统一起来的风格的乌托邦，在那里「U」（德語：Unterhaltung，意为「娱乐」）与「E」（德語：Ernst，意为「严肃」）的碎片不是用在喜剧效果上，而是郑重地反映了音乐千面的真实。这就是为什么我决定把我给卡通电影配的乐中的一些片段拼起来： 一首欢乐的童声合唱、一首思乡的无调性小夜曲、一段百分之百打包票的（苏联制造的）科雷利， 最后，还有我曾祖母在羽管键琴上弹的我祖母最喜欢的一首探戈。 我肯定这些主题配合起来都很不错，我用它们也绝对是认真的。 |

施尼特凯的渴望首先而且首要地在于组合表观上无可调和的风格，于他而言即「流行」（或称「庸常」）的风格，如探戈，以及严肃的风格，如无调性音乐与准巴洛克音乐。 由于他认为流行与古典风格的融合并无可能，故他称其为「纯粹的乌托邦」，惟此并未阻止他进行尝试。
本作中有大量有关施尼特凯之电影音乐的引用（他为超过60部电影配乐）。例如，字母之组合「B-A-C-H」从他为一部名为《玻璃琴》（英語：The Glass Harmonica）的动画片的配乐中来，回旋曲中的探戈旋律则首见于1974年的电影《痛苦》（英語：The Agony）；华彩乐段的结尾取自动画电影《蝴蝶》（英語：The Butterfly），而回旋曲开头的准巴洛克曲调则原是施尼特凯为电影《彼得沙皇如何安排黑人结婚》（英語：How Tsar Peter got the Black Man Married）所作配乐开头的一首歌曲（由俄罗斯传奇演员兼歌手弗拉基米尔·维索茨基演唱）。 

### 第一乐章：前奏曲
第一乐章为前奏曲，速度标记为行板，以一段预制钢琴上演奏的童谣式旋律为始：
主要主题随后由两把独奏小提琴引导，以半音音程互相呼唤，互相之间基本上保持一致而接近的音阶距离：
在由两把小提琴演奏的独奏乐段后，中提琴组随之滑行至一个持续低音（英語：pedal tone），标志第二个动机开始。 一段小提琴独奏在其声区之底摸索出旋律，第二小提琴独奏随于其后：
童谣旋律之后由羽管键琴重新引出。在一个以弦乐齐奏出的高潮后，乐章在两把小提琴奏出的对主要主题之一个变奏中结束。

### 第二乐章：托卡塔
第二乐章为托卡塔，速度标记为快板，是对维瓦尔第的恶意戏仿，充塞以严谨而密接和应的卡农。独奏者开启此乐章，但逐渐加入其余的弦乐，直至乐章进于迷狂之境。
第二个维瓦尔第式的主题其后由两把独奏小提琴及羽管键琴引出， 接着为二独奏者与乐团间密集的对话。 张力不断加强，直至以乐团奏出一音簇为结束。音簇又中断，独奏小提琴与羽管键琴引出一段圓舞曲的旋律：
上述的圆舞曲旋律是基于以BACH动机为始的音阶中全部的十二音序列而作的。

### 第三乐章：宣叙调
稍作喘息后，乐团开始了第三乐章，为一首葬礼宣叙调，速度标记为慢板。半音与大二度音程统领着乐章，回顾第一乐章的前奏曲。各个元素皆严密受控，而后终结于独奏者之奏响更高的音程与狂野的滑音之倾泻。乐章达于不可控制的高潮，乐团随着激奋的高音缓慢爬升至其所能达到的最高音域，最终升至贯耳的尖啸。

### 第四乐章：华彩乐段
两名小提琴独奏相互跟随，以激昂的华彩段开始，逐渐发展到狂暴的地步。珀塞尔音乐动机突然出现，将音乐直接带入下一乐章。

### 第五乐章：回旋曲
第五乐章为回旋曲，标记为Agitato（激动地），其主题有着维瓦尔第的特性，同时明确地引用了约翰内斯·勃拉姆斯的第五号匈牙利舞曲，在两把独奏小提琴之间以准卡农式的方式交替对话，伴随来自乐团的激昂伴奏：
第二个插部中，羽管键琴构建了一个探戈式的新主题，随后乐曲易主至乐团：
在独奏者和乐团之间的一段挣扎过后，乐章在痛切的乐段中达于高潮，其后乐曲速度转为行板，又闻以钢琴演奏的童谣之旋律。

### 第六乐章：终曲
不带任何停顿，乐曲进入终曲，在独奏者其第一乐章中之半音的演奏中结束全曲。